# Llesp (antiguo municipio)
El antiguo municipio de Llesp era un municipio de 38,83 km² de la Alta Ribagorza (provincia de Lérida, Cataluña, España), independiente hasta el año 1970, cuando fue agregado a el Pont de Suert, junto con Malpàs y Viu de Llevata, con el resultado de agrandar notablemente el antiguo municipio del Pont de Suert, que era muy pequeño. Su aportación a los 148,62 km² del municipio actual fue, entonces, del 26,13% del territorio.
Tenía su centro en el pueblo de Llesp, y también le pertenecían las localidades de la Artiga, Casós, Castellón de Tor, Gotarta, Igüerri, Iran, Irgo, Sarroqueta y Viuet. Las dos primeras se encuentran dentro del término municipal de Vilaller.
En la propuesta derivada del informe popularmente denominado Informe Roca, se preveía integrar estos dos núcleos en el término municipal de Vilaller, segregándolos del de el Pont de Suert. De esta forma, el municipio de Vilaller pasaría a denominarse Vilaller y Valle de Barrabés. Además, los pueblos de Llesp, Iran e Irgo tenían que pasar al término municipal del Valle de Bohí.

## Geografía

### Límite con el antiguo término del Pont de Suert
Comienza esta descripción en el punto de entrada del término municipal Bonansa, de La Ribagorza, en la provincia de Huesca, con los antiguos términos de Llesp y el Pont de Suert, ahora los dos unidos en el término actual de la capital ribagorzana. Se trata del lugar de encuentro del río Noguera Ribagorzana con el Noguera de Tor.
Desde este interfluvio, el antiguo límite entre Llesp y el Pont de Suert seguía 175 metros el Noguera de Tor y, al llegar al puente de la carretera N-230 encima de él, torcía hacia el estesudeste, enfilándose al Tozal de las Rocas Colladas, de 1016,7 metros de altitud, y continuaba en línea recta atravesando el barranco del Oratorio, pasando por el norte del Serrado de la Gessera, atravesando el camino de Gotarta y yendo a buscar el barranco de Raons justo al sur de Gotarta, en la Solana del Puço. Justo al llegar al barranco de Raons se encontraban los tres municipios que actualmente conforman el Pont de Suert: Llesp, Malpàs y el mismo Pont de Suert.

### Límite con el antiguo término de Malpàs, del término del Pont de Suert
El límite con Malpàs comenzaba en el tritérmino anterior y recorría un buen trozo aguas arriba la glera del barranco de Raons, hasta que este torrente encontraba el camino que de Malpàs va hacia a Gotarta e Igüerri, desde donde trazaba una línea recta hacia el nornoroeste que pasaba justo por el medio de Raons: la Borda de Servent y la de Martín quedaban en el término de Malpàs, y la iglesia de San Esteban y la Borda del Pei, en el de Llesp. Esta línea recta iba a parar a la cima de un colina de 1.585,6 metros de altitud del Grilló, al este de la Roca de Corona.
En este punto, el límite iba a buscar la carena que comienza en la Roca de Corona (de 1.623,9 metros de altitud), el Bony de Corona (de 1.661,1 metros) y sigue hacia el noreste por el Tozal de la Tartera, la Calbera de Irgo (de 1.895,3 metros) y los Collados (donde se alcanzan los 2.014,3 metros de altitud). Rompe hacia el este para seguir todos los Collados, y al llegar al Tuc (de 2.058,8 metros) vuelve a emprender la dirección noreste. Sube al Serrado de Riconco y lo sigue hasta encontrarse con el Pico de la Tartera (2.309,7 metros de altitud), donde está el antiguo tritérmino entre Malpàs, Llesp y Durro, actualmente pertenece este último antiguo término al del Valle de Bohí.

### Límite con el antiguo término de Durro, del término del Valle de Bohí
Desde el pico de la Tartera, el límite entre Llesp y Durro, actualmente entre el Pont de Suert y el Valle de Bohí, sigue hacia el oesnoroeste, desde donde va a buscar la Sierra Capitana para luego ir bajando hacia el valle del Noguera de Tor. El límite sigue toda esta sierra, de manera que baja 3,8 kilómetros de los 2.309,7 metros de altitud del Pico de la Tartera a los 985 del llano del río, donde se encuentran actualmente los términos municipales de el Pont de Suert y del Valle de Bohí, y antiguamente, los de Durro, Barruera, los dos integrados en el del Valle de Bohí, y Llesp, perteneciente actualmente a el Pont de Suert.

### Límite con el antiguo término de Barruera, del término del Valle de Bohí
Desde el punto anteriormente descrito, el límite entre Llesp y Barruera seguía el cauce del Noguera de Tor hacia el sudoeste, hasta cerca del kilómetro 5 de la carretera L-500. De aquí, sube de repente hacia el noroeste para ir a buscar un turonet de 1.010,7 metros de altitud que hay al noreste del pueblo de Llesp, desde donde se enfila hacia el noroeste, para ir a buscar el lado este del Tozal de los Porros, de 1.355,6 metros de altitud, que no llega a tocar. Después todavía sube, siempre hacia el noroeste, por un contrafuerte de la montaña hasta alcanzar el tritérmino entre Vilaller, Barruera y Llesp (es decir, Valle de Bohí y el Pont de Suert, en el cas de los dos últimos términos.

### Límite con el término de Vilaller
La mayor parte del límite con Vilaller discurre por cadenas montañosas. Desde el punto anterior, el límite va a buscar la vertiente sur-oriental de la Collada de Calbo, de 1.675,9 metros de altitud, y el Tozal de Sentúcia, de 1.710,9, y continúa, sin acabar de llegar a la cadena más alta, siempre hacia el suroeste, hacia el barranco de Serreres, hasta que, en el bosque de Serreres, sube a una colina de 1.484,8 metros de altitud.
Desde este lugar, el límite describe un extraño ángulo agudo hacia el norte para volver a tomar la dirección suroeste, hacia el Tozal de Viuet, de 1.301,9 metros de altitud. Entonces gira hacia el oeste, hasta llegar a las Solanas, donde se encuentra el camino de Vilaller a Viuet, a 1.110 metros de altitud, lugar donde tuerce hacia el suroeste, justo por el límite sur del bosque, y baja hasta encontrar la carretera N-230 justo en el lugar donde se separa de ella la carretera N-260, y acaba de llegar al río Noguera Ribagorzana por el lado del centro de la carretera. Junto al río se encuentran los términos municipales de Vilaller, el Pont de Suert (antiguo término de Llesp) y Montanuy, este último de la Alta Ribagorza occidental (de administración aragonesa).

### Límite con el término de Montanuy, de la Alta Ribagorza occidental
El límite con Montanuy es exactamente el mismo río Noguera Ribagorzana, desde el punto anterior hasta cerca de las bordas de Piquer y de Segabaix, al lugar donde afluye en el río un barranquito que baja del norte, de los Frentes. Se halla un nuevo tritérmino en este sitio: los municipios ribagorzanos occidentales (de administración aragonesa): Montanuy y Bonansa, y el de Llesp, es decir, el Pont de Suert.

### Límite con el término de Bonansa, de la Alta Ribagorza occidental
El límite con Bonansa es semejante al anterior, entre el punto que se acaba de mencionar y la afluencia del río Noguera de Tor en el Noguera Pallaresa, con la única diferencia de que el límite no sigue exactamente el cauce del río, sino su ribera derecha, en una alzada oscilante, pero un poco por encima del cauce. Cuando se encuentran los dos ríos ya nombrados, se llega al punto donde se ha comenzado la descripción del antiguo término de Llesp.

## Los núcleos de población
Su centro era el núcleo de Llesp; también le pertenecían los pueblos de Casós, Castellón de Tor, Gotarta, Igüerri, Iran, Irgo, Sarroqueta de Barravés y Viuet.
| Pueblos del antiguo municipio de Llesp | Pueblos del antiguo municipio de Llesp | Pueblos del antiguo municipio de Llesp | Pueblos del antiguo municipio de Llesp |
| -------------------------------------- | -------------------------------------- | -------------------------------------- | -------------------------------------- |
|                                        |                                        | El pueblo de Gortata, en los Pirineos  | El pueblo de Igüerri, en los Pirineos  |
| El caserío de Casós                    | El pueblo de Castellón de Tor          | El pueblo de Gotarta                   | El pueblo de Igüerri                   |

| El pueblo de Iran, en los Pirineos |                          |                                                  | La "Casa del Batlle", en el corazón de Sarroqueta, en los Pirineos |                    |
| El pueblo de Iran                  | El pueblo de Irgo de Tor | El pueblo de Llesp, cabeza del antiguo municipio | El pueblo de Sarroqueta                                            | El pueblo de Viuet |

## Historia
Llesp es un de los ayuntamientos constituidos en 1812 a raíz de la promulgación de la Constitución de Cádiz, a partir de la universidad o común existente a la Edad Moderna. En 1845se aprobó una ley municipal que exigía un mínimo de 30 vecinos (cabezas de familia) con tal de garantizar la continuidad de los ayuntamientos, y Llesp lo pudo hacer contando con sumar 30 con sus 7 vecinos, los 5 de Castellón de Tor, 8 de Gotarta, 2 de Igüerri, 4 de Iran y 4 de Irgo de Tor. Eso comportó la desaparición de los otros ayuntamientos, al ser agregados a Llesp.
En cambio, Raons en aquel momento formaba parte totalmente del ayuntamiento de Malpàs, y Casós, Sarroqueta de Barravés y Viuet del de Vilaller.
El antiguo término de Llesp tenía 215 habitantes en 1970, y 109 en 1981.

## Lugares de interés

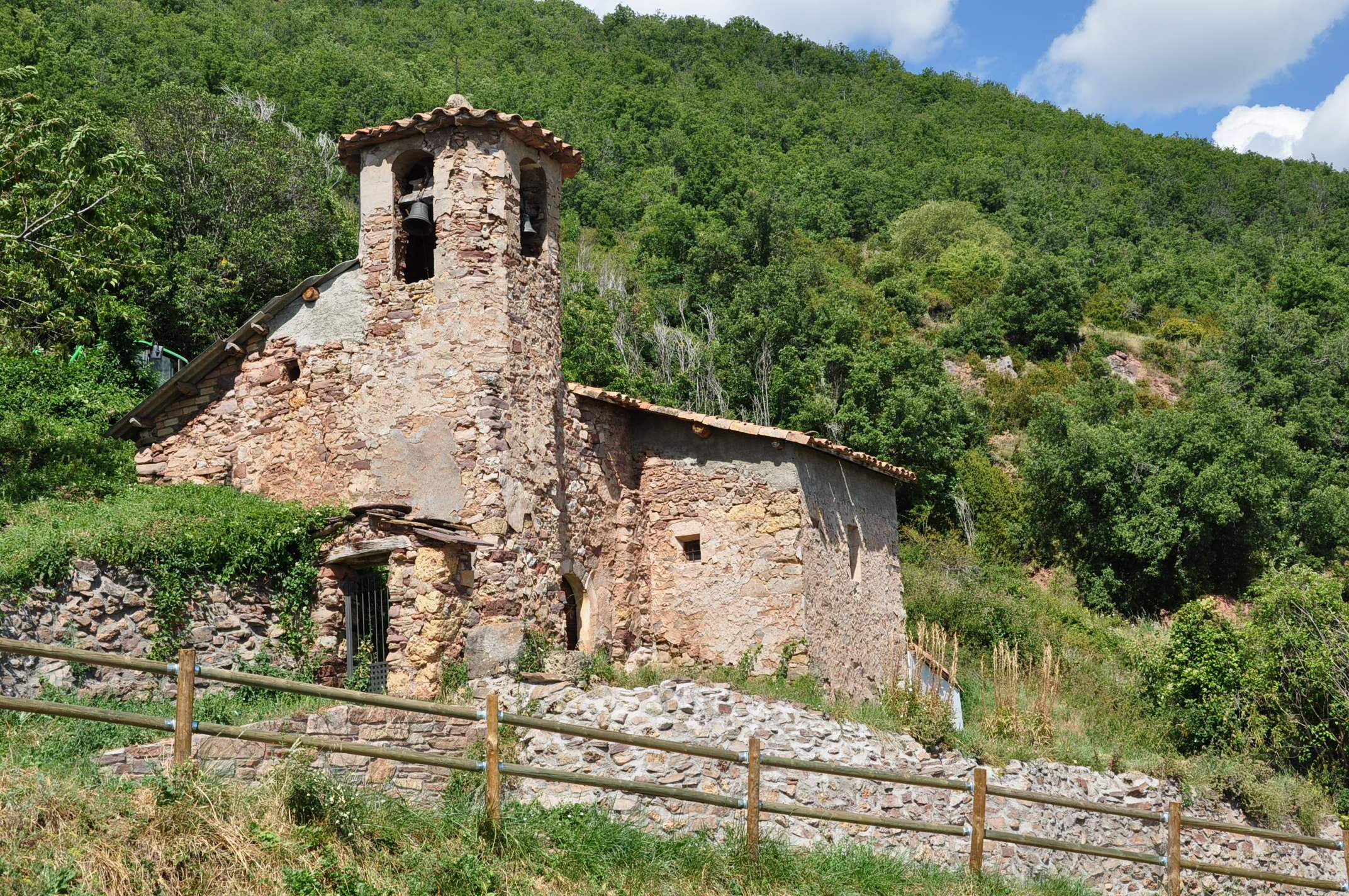
Iglesia San Esteban de Igüerri

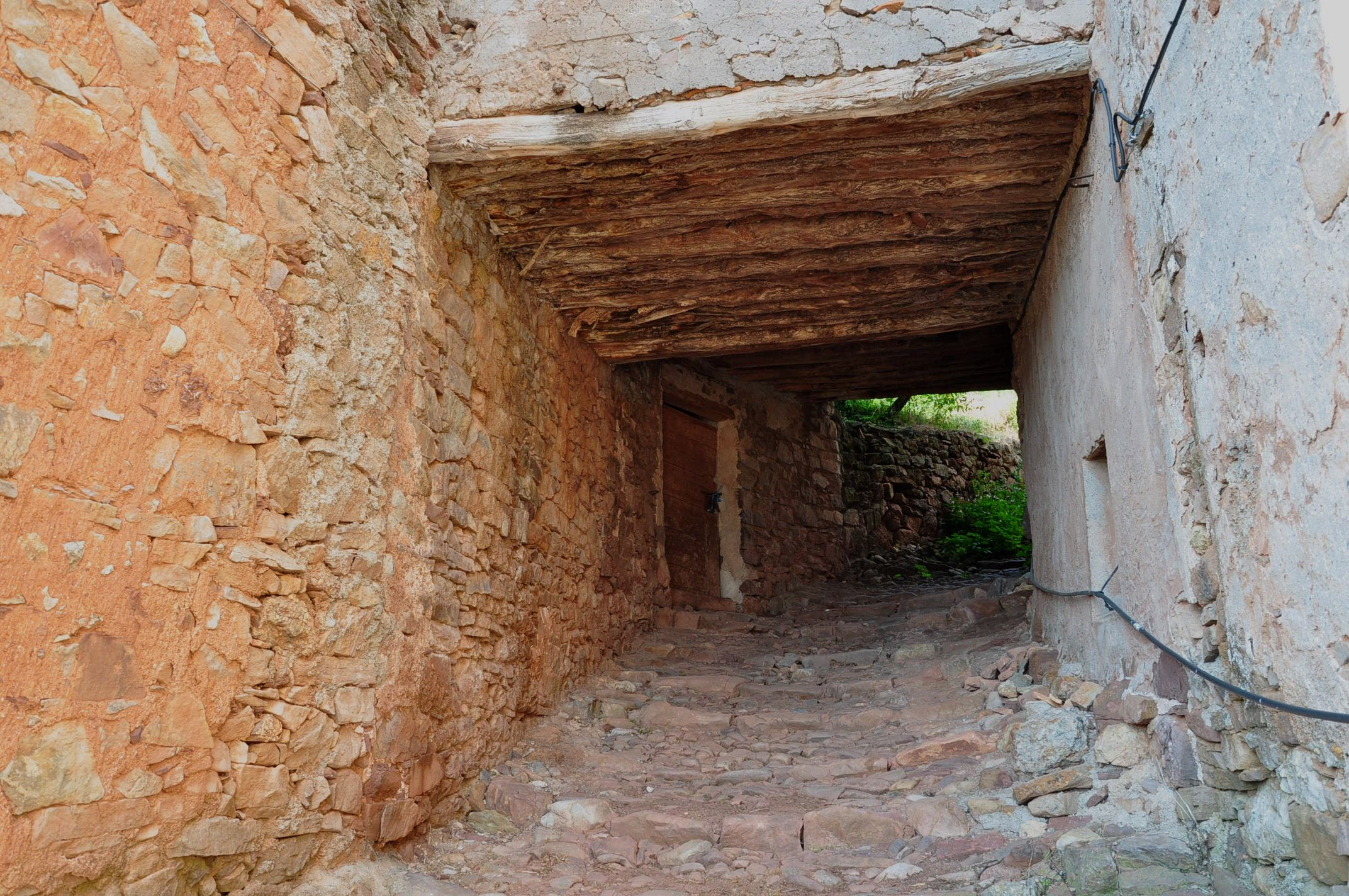
Calle cubierta a Igüerri

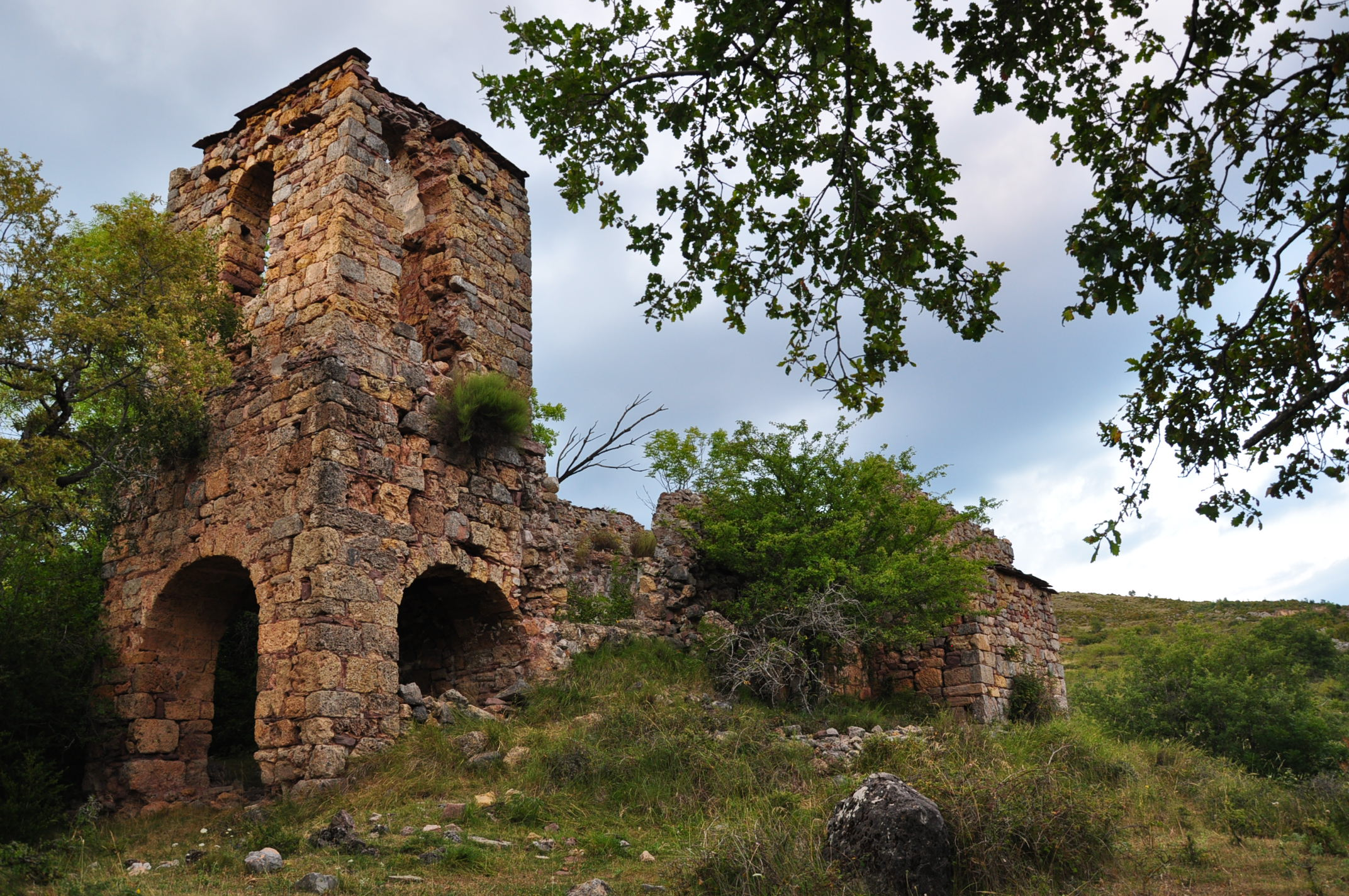
Iglesia Santa Maria de Sarroqueta

### Histórico
- El pueblo de Llesp
- San Martín de Llesp
- El pueblo de Casós
- San Román de Casós
- San Salvador de Casós
- El pueblo de Castellón de Tor
- El pueblo de Gotarta y su entorno
- El pueblo de Igüerri
- San Esteban de Igüerri
- El pueblo de Iran
- San Clemente de Iran
- El pueblo de Irgo
- El pueblo de Sarroqueta
- Santa María de Sarroqueta
- El pueblo de Viuet

### Paisajística
- Paisaje sobre el valle del Noguera de Tor desde Llesp, Iran e Irgo
- Paisaje sobre el valle de Barrabés desde Sarroqueta y desde Casós
- Paisaje sobre valles y montañas desde Igüerri y Gotarta

## Actividad económica
La actividad económica tradicional de Llesp se enmarcaba dentro del sector primario: el 35% del territorio son bosques, la mayor parte comunales y explotados en consorcio con el estado. El bosque comunal de Sarroqueta y Viuet era de 113 ha; el de Gotarta e Igüerri, de 150; el de Iran, de 150; y el de Irgo, de 200.
La propiedad de la tierra de cultivo es también mayoritariamente comunal (el 55%): un tercio lo ocupan barbechos y pastos, y la resta es repartida entre prados naturales y tierras labradas. Forrajes, cereales y patatas son los cultivos principales, hoy día.
La ganadería ha sido tradicionalmente la actividad principal; si bien antiguamente el ganado ovino era más abundante, ahora lo es porcentualmente el bovino, de cara a la producción de carne.
La actividad industrial se circunscribía a un molino de harina y a unas minas, abandonadas de antaño. En la actualidad, es la producción de electricidad la actividad principal. En el término de Llesp hay una central, en la Noguera Ribagorzana, la de Navarri y otra al Noguera de Tor, la de Llesp, de 12.840 kW de potencia, alimentada por el pantano de Cardet. El pantano de Llesp, además, sirve para alimentar de agua a la central del Pont de Suert.